# Рани европски земљорадници
Рани европски земљорадници (РЕЗ; енгл. Early European Farmers − EEF), први европски земљорадници (ПЕЗ; енгл. First European Farmers − FEF), неолитски европски земљорадници (НЕЗ; енгл. Neolithic European Farmers), древни егејски земљорадници (ДЕЗ; енгл. Ancient Aegean Farmers − ANF), или анадолијски неолитски земљорадници (АНЗ; енгл. Anatolian Neolithic Farmers − ANF) су називи коришћени у археогенетици за посебну предачку компоненту која потиче од раних европских неолитских земљорадника.
Процењено је да су се преци раних европских земљорадника − РЕЗ одвојили од западних ловаца-сакупљача − ЗЛС (енгл. Western Hunter-Gatherers − WHG) око 43.000 п.н.е, и да су се одвојили од кавкаских ловаца-сакупљача − КЛС (енгл. Caucasian Hunter-Gatherers − CHG) око 23.000 п.н.е. 
Они су се вероватно у великом броју доселили на Балкан из Анадолије током 7. миленијума пре нове ере, где су скоро у потпуности заменили западне ловце-сакупљаче. Y-ДНК раних европских земљорадника је по правилу припадао хаплогрупи G2a, а у мањој мери хаплогрупама H, T, J, C1a2 и E1b1, док је њихова mtДНК била разнолика. Верује се да су се на Балкану рани европски земљорадници поделили на два крила, која су се проширила даље ка западној Европи, једно дуж Дунава (култура линеарнотракасте керамике) и друго ка западном Медитерану (култура импресо керамике). Велики делови Северне и Источне Европе су ипак остали ненасељени раним европским земљорадницима. Током средњег неолита дошло је до раста западноловачко-сакупљачког елемента у пореклу становништва многих заједница које потичу од раних европских земљорадника. Овај раст се везује за досељавање мушкараца западних ловаца-сакупљача у насеља раних европских земљорадника, што је довело до повећања учесталости Y хаплогрупа присутних код западних ловаца-сакупљача.
Током бакарног и раног бронзаног доба, европске културе повезане са раним европским земљорадницима преплавили су освајачи западни степски сточари − ЗСС (енгл. Western Steppe Herders − WSH), који су у таласима долазили из Понтско-каспијске степе. Они су били мешавина источних ловаца-сакупљача − ИЛС (енгл. Eastern Hunter-Gatherers − EHG) чији је удео био око 60% и кавкаских ловаца-сакупљача са уделом од око 40%. Последица ових инвазија је било то да је Y-ДНК раних европских земљорадника у Европи скоро у потпуности замењен са Y-ДНК источних ловаца-сакупљача и западних степских сточара (претежно хаплогрупе R1b и R1a). Са друге стране mtДНК раних европских земљорадника у Европи је задржао високо учешће, из чега се може извести закључак да је дошло до мешања мушкараца ИЛС/ЗСС и жена РЕЗ. У каснијим сеобама ЗСС (мешаних са РЕЗ) у северну Европу и назад у Евроазијску степу, mtДНК РЕЗ је доспела у нове делове Евроазије.
Учешће гена који потичу од РЕЗ у генетском резервоару је у свим деловима Европе значајно, највише је око Средоземног мора где се креће око 60% (највеће учешће је 65%  на острву Сардинија), од југа ка северу Европе се смањује, а најмање је око Балтичког мора где је око 30%.

## Физички изглед
Европски Ловци-сакупљачи били су много виши од Раних Европских Земљорадника, а замена Европских Ловаца-сакупљача Раним Европским Земљорадницима је резултирала драматичним смањењем висине широм Европе. Током каснијих фаза неолита, висина је порасла међу европским пољопривредницима, вероватно због све већег мешања са ловцима-сакупљачима. Током касног неолита и бронзаног доба, даље смањење удела порекла од РЕЗ у Европи услед сеоба народа са степским пореклом повезано је са даљим повећањем висине. Висок удео порекла од РЕЗ у јужној Европи могао би делимично да објасни нижи раст јужних Европљана у поређењу са северним Европљанима, који имају већи удео степског порекла.

## Студије

### Древни људски геном указује на постојање три предачке популације данашњих Европљана
У студији објављеној 2014. у часопису Нејч'р (Nature) Лазаридис и сарадници су идентификовали Ране Европске Земљораднике као једну од три посебне предачке компоненте данашњих Европљана, заједно са Древним Северним Евроазијатима и Западним Ловцима-сакупљачима. Око 44% гена Раних Европских Земљорадника потиче од хипотетичке лозе „Базалних Евроазијата”, популације која се одвојила од главнине неафричке људске популације, пре настанка других неафричких лоза. За Еција је утврђено да је припадао Раним Европским Земљорадницима, за које је утврђено да су већим делом блискоисточног порекла, са малим уделом Западних Ловаца-сакупљача. Већина јужних Европљана је посредством својих предака Раних Европских Земљорадника наследила већи део својих гена који потичу од Западних Ловаца-сакупљача. Према Лазаридису удео гена који потичу од Раних Европских Земљорадника у данашњој европској популацији се креће између 30% у близини Балтичког мора до 90% у близини Средоземног мора.

### Древни mtДНК са северног обода простора неолитских земљорадника у Европи баца ново светло на процес ширења
Малмстром и сарадници су 2015. објавили своје налазе, према којима су носиоци културе левкастих пехара, који су насељавали јужну Скандинавију, имали највећим делом рано-европско-земљорадничко порекло, са малом примесом ловачко-сакупљачког порекла, што упућује на закључак да је појава неолита у Скандинавији била последица досељавања људи са југа. Носиоци културе левкастих пехара су се значајно разликовали од носилаца културе јамичасте керамике, који су били ловци-сакупљачи и нису имали ДНК који потиче од РЕЗ већ су били генетски блиски другим европским ловцима-сакупљачима.

### Велика сеоба са степе је довела до појаве индоевропских језика у Европи
Хак и сарадници су 2015. открили да се удео порекла од ЗЛС међу РЕЗ-овима значајно повећао током средњег неолита. Утврђено је да је РЕЗ Y-ДНК по правилу припадао хаплогрупи G2a, док је њихова mtДНК била разнолика. Током касног неолита и раног бронзаног доба, G2a скоро нестаје из Европе и бива замењена хаплогрупама R1b и R1a, што указује на масовну сеобу људи из Понтско-каспијске степе. Претпоставља се да би ова миграција могла бити повезана са ширењем индоевропских језика у Европи.

### Заједничко генетско порекло Раних Земљорадника са Средоземља (култура импресо керамике) и Средње Европе (култура линеарнотракасте керамике)
Олалде и сарадници су 2015. објавили студију у којој је утврђено да носиоци културе линеарнотракасте керамике у средњој Европи и носиоци културе импресо керамике који су живели дуж обале Средоземног мора имају заједничко порекло и да потичу од Раних Европских Земљорадника са Балкана. Верује се да су рано-европско-земљораднички преци носилаца културе линеарнотракасте керамике мигрирали у Средњу Европу дуж реке Дунав, док су рано-европско-земљораднички преци носилаца културе импресо керамике мигрирали дуж обале Средоземног мора. Изгледа да су се носиоци културе импресо керамике у значајној мери мешали са ловцима-сакупљачима током овог процеса. Међу модерним популацијама, утврђено је да Сардинци и Баски имају највећи удео РЕЗ порекла, које су вероватно стекли од носилаца културе импресо керамике.

### Геном из горњег палеолита указује на дубоке корене данашњих Евроазијата
Џонс и сарадници су 2015. открили да су се преци РЕЗ одвојили од ЗЛС око 43.000 пре нове ере, вероватно због сеобе ЗЛС у Европу. Око 23.000 година пре нове ере, преци РЕЗ поново су се поделили на РЕЗ и Кавкаске Ловце-сакупљаче. Гени који потичу од КЛС откривени су код носилаца културе јамног гроба, који су се проширили широм Европе око 3.000 п. н. е.

### Геномски обрасци селекције присутни код 230 древних Евроазијата
Метисон и сарадници су 2015. открили да су РЕЗ блиско генетски сродни неолитским земљорадницима Анадолије (АНЗ). Утврђено је да РЕЗ имају 7–11% више ЗЛС порекла него њихови анадолски преци. Из овога произлази да РЕЗ и АНЗ имају заједничке претке и да потичу од исте популације насељене у Анадолији пре ширења РЕЗ у Европу. Што се тиче Y-ДНК, РЕЗ мушкарци су обично носиоци хаплогрупе G2a. Студија је открила да већина модерних Европљана има мешано порекло везано за ЗЛС, РЕЗ и носиоце културе јамног гроба. Утврђено је да су анадолски преци РЕЗ генетски различити од модерних народа Блиског истока, и да су сличнији данашњем европском становништву.
Утврђено је да су становници Иберије из средњег неолита и енеолита генетски слични једни другима, и да су имали мањи удео порекла од РЕЗ и већи удео порекла од ЗЛС у поређењу са становништвом Иберије из раног неолита. Утврђено је да су носиоци срубне културе и старије синташтинске културе имали око 15% рано-европско-земљорадничког порекла, што сугерише да носиоци ових култура потичу од становника Средње Европе са делимичним степским пореклом, који су мигрирали на исток.

### Неолитска транзиција на Балтику није била изазвана мешањем са Раним Европским Земљорадницима већ је екстензивна пољопривреда у Естонији започела сеобом са степе (уз неједнако учешће полова)
Џонс и сарадници су 2017. објавили студију према којој нису пронађени докази о постојању рано-европско-земљорадничког порекла код неолитских популација источног Балтика и источноевропске шумо-степе, што сугерише да су ловци-сакупљачи староседеоци ових региона усвојили неолитску културну традицију од РЕЗ, али су избегли мешање са њима. Саг и сарадници су 2017. открили да су носиоци касније културе импресо керамике у источном Балтику имали степски и ловачко-сакупљачки аутозомални ДНК и Y-ДНК по оцу, као и делимично РЕЗ порекло по мајци (mtДНК).

### Древни X хромозоми откривају размере полне неједнакости у неолиту и бронзаном добу за време сеоба у Евроазији
Голдберг и сарадници у својој студији из 2017. нису пронашли значајне доказе о полној неједнакости приликом мешања између Раних Европских Земљорадника и Западних Ловаца-сакупљача током почетне експанзије РЕЗ у Европу, иако је већи број жена ловаца-сакупљача можда било укључено у друштва РЕЗ током ове фазе. Током касног неолита и бронзаног доба, међутим, откривена је значајна полна неједнакост, што указује на распрострањено мешање између досељених мушкараца са степским пореклом и локалних жена са РЕЗ пореклом.

### Паралелни палеогеномски пресеци откривају сложену генетску историју Раних Европских Земљорадника
Липсон и сарадници су у студији из 2017. испитали генетску историју РЕЗ. Утврђено је да је почетно ширење РЕЗ на запад са Балкана било праћено само благим мешањем са популацијама ловаца-сакупљача. Утврђено је да народи Иберије из средњег неолита и енеолита имају око 75% РЕЗ порекла и 25% ЗЛС порекла, што је представљало повећање удела ЗЛС порекла у односу на удео који је постојао код ранонеолитског становништва Иберије. Значајно смањење удела РЕЗ порекла током каснијих фаза неолита такође су примећена у Средњој Европи, посебно у северним и источним деловима региона.

### Геномска историја Југоисточне Европе
Метисон и сарадници су у студији из 2018. открили да су РЕЗ у почетку проширили земљорадњу широм Европе углавном без мешања са локалним ЗЛС. Предложили су теорију да је овај процес започео једном масовном сеобом из Анадолије на Балкан у 7. миленијуму пре нове ере. РЕЗ су се касније поделили на два крила, једно које се ширило на север дуж Дунава чији су представници носиоци културе линеарнотракасте керамике, а представници другог крила које се ширило на запад преко обале Средоземног били су носиоци културе импресо керамике. До 5600. године пре нове ере, ове културе су донеле пољопривреду у Иберију и Средњу Европу.
Утврђено је да је дошло до значајног пораста удела западноловачко-сакупљачког порекла код становништва Иберије, Средњој Европи и на Балкану током средњег неолита. Док при мешању рано-европско-земљорадничког и ловачко-сакупљачког становништва у раном неолиту није било полне неједнакости, током средњег неолита дошло је до повећања удела ловачко-сакупљачког порекла, као резултат мешања мушкараца ловачко-сакупљачког порекла са женама са рано-европско-земљорадничким пореклом. Овај закључак је изведен из чињенице да су испитани остаци Европљана из средњег неолита у великој већини имали Y-ДНК Западних Ловаца-сакупљача, који се наслеђује од оца и mtДНК Раних Европских Земљорадника, који се наслеђује од мајке. Удео ловачко-сакупљачког порекла био је чак и већи међу узорцима из касног неолита носилаца културе Трипоље-Кукутени, културе левкастих пехара и културе кугластих амфора, код којих је удео рано-европско-земљорадничког порекла био 75-80%, док су хаплогрупе Y-ДНК већином наслеђене од Западних Ловаца-сакупљача.
На јужном Балкану, код земљорадника из средњег неолита удео рано-европско-земљорадничког порекла је смањен, а повећан кавкаско-ловачко-сакупљачки удео, што сугерише даљи ток гена из Анадолије, који се наставио у бронзано доба.

### Древни геноми из Северне Африке сведоче о праисторијским сеобама у Магреб са Леванта и Европе
Фрегел и сарадници су у студији из 2018. изнели процену да су испитане особе на каснонеолитском локалитету (из 3000 п. н. е.) Келиф ел Боруд у Мароку, биле 50% рано-европско-земљорадничког и 50% северноафричког порекла. Ови људи су били генетски предиспонирани да имају светлу кожу и светле очи, и у потпуности су припадали очинским и мајчинским лозама повезаним са РЕЗ. Претпоставља се да су рано-европско-земљорадничке гене у северну Африку донели колонисти носиоци културе импресо керамике из Иберије 5000-3000 п. н. е. Утврђено је да су испитани узорци из Келиф ел Боруда блиско повезани са Гуанчима са Канарских Острва. Ширењу рано-европско-земљорадничких гена у Северној Африци су можда допринели носиоци културе звонастих пехара. Аутори студије сугеришу да су Бербери из Марока пре оснивања римских колонија у Берберској Африци имали велики удео рано-европско-земљорадничког порекла.

### Митохондријални геноми откривају опадање удела степског порекла од истока ка западу међу носиоцима културе импресо керамике
Јурас и сарадници су 2018. открили да су међу носиоцима културе импресо керамике у источном Балтику присутни и Y-ДНК и mtДНК који припадају степским лозама, док су на западним рубовима територије коју су насељавали носиоци ове културе мајчинске лозе углавном потицале од РЕЗ, што сугерише да је током ширења ка западу носилаца културе импресо керамике  дошло до мешања мушкараца са степским пореклом и жена са РЕЗ пореклом.

### Геномска историја Иберијског полуострва током протеклих 8.000 година
Олалде и сарадници су у студији из 2019. у којој су испитали генетску историју Иберијског полуострва, утврдили да су народи ранонеолитске Иберије углавном били пореклом од РЕЗ. Утврђено је да становници Иберије из средњег неолита и бакарног доба имају повећан удео порекла од ЗЛС у поређењу са становницима Иберије из раног неолита. Утврђено је да је ловачко-сакупљачка примеса у генетском резервоару већа у северној и средњој Иберији. Према Олалдеу током бронзаног доба у Иберији је дошло до значајне промене, јер је код узорак из овог доба 100% Y-ДНК и 40% аутозомалног ДНК потицало од досељеника степског порекла.

### Мегалитске гробнице у западној и северној неолитској Европи припадале су сродним друштвима
Санчез, Квинто и сарадници су 2019. испитали остатке 24 особе сахрањене у мегалитима у северној и западној Европи током средњег неолита. Утврђено је да углавном имају РЕЗ порекло, иако са значајном примесом ЗЛС порекла, која потиче од мушкараца. Свих 17 узорака Y-ДНК припадало је искључиво хаплогрупи I, нарочито подгрупи I2, која је повезана са европским ловцима-сакупљачима (ЗЛС). Докази сугеришу да су ова друштва била снажно патрилинеарна и социјално стратификована.

### Древни геноми указују на замену становништва током раног неолита у Великој Британији
Брејс и сарадници су 2019. открили да су британски земљорадници из неолита у Велику Британију дошли у току масовне сеобе око 4000 п. н. е. Они су имали око 80% РЕЗ и 20% ЗЛС порекла и утврђено је да су блиско повезани са неолитским народима Иберије, што имплицира да потичу од пољопривредника који су се преселили на запад са Балкана дуж обале Средоземног мора. Долазак пољопривредних популација довео је до скоро потпуне замене аутохтоних ЗЛС са Британских острва, који се у наредним вековима никад нису поново појавили.

### Генетска историја средоземног острва Сардиније од средњег неолита до данас
Маркус и сарадници су 2020. открили да су носиоци нурагијске цивилизације са Сардиније из бронзаног доба имали око 80% РЕЗ порекла и 20% ЗЛС порекла. Откривени су јаки докази о постојању генетског континуитета између Сардинаца из неолита и Сардинаца из бронзаног доба.

### Масакр раних неолитских земљорадника на високим Пиринејима у Бисаурију у Шпанији
Алт и сарадници су 2020. испитали посмртне остатке 9 земљорадника који су систематски масакрирани у Бисауријусу у Шпанији око 5300 п. н. е. Утврђено је да се они генетски разликују од савремених популација Иберије, и да су сличнији РЕЗ становницима неолитске Средње Европе. Аутори студије сугеришу да су они били досељени земљорадници из Средње Европе који су били жртве етничког чишћења које су спровеле локалне скупине ловаца-сакупљача, или друге (било локалне или такође досељеничке) скупине земљорадника које су желеле да бране своју територију.

### Древни аутозомални ДНК из Француске наглашава сложеност односа мезолитских ловаца-сакупљача и неолитских земљорадника
Ривола и сарадници су 2020. открили да су неолитски земљорадници у западној Европи имали већи удео ЗЛС порекла него њихови средњоевропски савременици. Утврђено је да су неолитски земљорадници Француске и Иберије уско повезани са савременим земљорадницима на Британским острвима, са којима деле релативно велики удео ЗЛС порекла. Испитани земљорадници из раног неолита јужне Француске су искључиво имали хаплогрупу I2 (Y-ДНК) која потиче од Западних Ловаца-сакупљача, док су мајчинске лозе (mtДНК) углавном биле РЕЗ порекла. Удео ловачко-сакупљачке примесе међу раним земљорадницима Француске додатно је порастао током средњег неолита, достигавши чак 30% на неким местима где су у потпуности доминирале очинске лозе Западних Ловаца-сакупљача. Претпоставља се да је повећање резултат сеоба према североистоку земљорадника са повишеним нивоом ловачко-сакупљачког порекла.

### Древни геноми из данашње Француске откривају 7.000 година њене демографске историје
Брунел и сарадници су 2020. открили да су најранији земљорадници са територије данашње Француске били генетски слични средњоевропским пољопривредницима носиоцима културе линеарнотракасте керамике. Утврђено је да је до пораста удела ЗЛС порекла међу европским земљорадницима у средњем неолиту дошло веома рано и да је пораст удела био релативно велики на територији данашње Француске.

### Династичка елита у монументалном неолитском друштву
Касиди и сарадници су 2020. испитали посмртне остатке великог броја појединаца сахрањених у неолитској Ирској. Утврђено је да су углавном пореклом од РЕЗ (са примесом ЗЛС) и да су били уско повезани са народима неолитске Британије и Иберије. Утврђено је да су неолитски народи Ирске скоро у потпуности заменили домаће ирске ловце-сакупљаче брзом поморском колонизацијом. Народи ирског и британског неолита готово у потпуности су носили очинску хаплогрупу I-M284 (што је ЗЛС Y-хаплогрупа), што сугерише да су ова друштва била снажно патрилинеарна. Утврђено је да је краљевско лице из неолита, сахрањено у Њугрејнџу, вероватно потомак предака који су били у блиском сродству, што сугерише да је ова заједница била високо друштвено слојевита и да је доминирала лоза моћних „краљева богова”.

## За даље читање
- Anthony, David (2019). „Archaeology, Genetics, and Language in the Steppes: A Comment on Bomhard”. Journal of Indo-European Studies. 47 (1–2). Приступљено 9. 1. 2020.
- Anthony, David W. (2019b). „Ancient DNA, Mating Networks, and the Anatolian Split”.  Ур.: Serangeli, Matilde; Olander, Thomas. Dispersals and Diversification: Linguistic and Archaeological Perspectives on the Early Stages of Indo-European. BRILL. стр. 21—54. ISBN 978-9004416192.
- González-Fortes, Gloria;  . (19. 6. 2017). „Paleogenomic Evidence for Multi-generational Mixing between Neolithic Farmers and Mesolithic Hunter-Gatherers in the Lower Danube Basin”. Current Biology. Cell Press. 27 (12): 1801—1810. PMC 5483232 . PMID 28552360. doi:10.1016/j.cub.2017.05.023.
- Hofmanová, Zuzana;  . (21. 6. 2016). „Early farmers from across Europe directly descended from Neolithic Aegeans”. Proceedings of the National Academy of Sciences of the United States of America. National Academy of Sciences. 113 (25): 6886—6891. PMC 4922144 . PMID 27274049. doi:10.1073/pnas.1523951113 .
- Lazaridis, Iosif;  . (25. 7. 2016). „Genomic insights into the origin of farming in the ancient Near East”. Nature. Nature Research. 536 (7617): 419—424. Bibcode:2016Natur.536..419L. PMC 5003663 . PMID 27459054. doi:10.1038/nature19310.
- Lazaridis, Iosif (децембар 2018). „The evolutionary history of human populations in Europe”. Current Opinion in Genetics & Development. Elsevier. 53: 21—27. PMID 29960127. S2CID 19158377. arXiv:1805.01579 . doi:10.1016/j.gde.2018.06.007. Приступљено 15. 7. 2020.
- Nikitin, Alexey G.;  . (20. 12. 2019). „Interactions between earliest Linearbandkeramik farmers and central European hunter gatherers at the dawn of European Neolithization”. Scientific Reports. Nature Research. 9 (19544): 19544. Bibcode:2019NatSR...919544N. PMC 6925266 . PMID 31863024. doi:10.1038/s41598-019-56029-2.
- Outram, Alan K.; Bogaard, Amy (2019). Subsistence and Society in Prehistory: New Directions in Economic Archaeology. Cambridge University Press. ISBN 9781107128774. S2CID 211576479. doi:10.1017/9781316415177.
- Reich, David (2018). Who We are and how We Got Here: Ancient DNA and the New Science of the Human Past. Oxford University Press. ISBN 978-0-19-882125-0.
- Shennan, Stephen (2018). The First Farmers of Europe: An Evolutionary Perspective. Cambridge World Archaeology. Cambridge University Press. ISBN 9781108422925. doi:10.1017/9781108386029.